# Love Me Like You Do
Love Me Like You Do – piosenka nagrana przez angielską wokalistkę, Ellie Goulding będąca jedną z piosenek znajdujących się na ścieżce dźwiękowej filmu Pięćdziesiąt twarzy Greya z 2015 roku. Tekst do niej został napisany przez Maxa Martina, Savana Kotechę, producentów piosenki, oraz Ilyę Salmanzadeh, Ali Payami, i Tove Lo. Goulding była ostatecznie wybrana do zaśpiewania piosenki. Miała ona premierę 7 stycznia 2015 roku, jako drugi singiel ze ścieżki, oraz jej trzeciego, studyjnego albumu, Delirium.
Odnosząc się do tekstu, oraz skupiając się na filmie, piosenka opowiada o niekontrolowanym zapadaniu w miłość. Singiel otrzymał pozytywne opinie od krytyków oceniających np. łagodne wokale piosenkarki. Ellie otrzymała nominację do nagrody Grammy, jako pierwszą w karierze, w kategorii Best Pop Solo Performance, natomiast autorzy tekstu w kategorii Best Song Written for Visual Media, Złotego Globa w kategorii Najlepsza piosenka oraz w tej samej kategorii na gali Critics' Choice Movie Awards.
"Love Me Like You Do" stał się światowym sukcesem będąc najbardziej popularnym singlem Ellie, notowanym po raz pierwszy na szczytach list przebojów w wielu krajach. Piosenka osiągnęła szczyty w dwudziestu pięciu różnych terytoriach, m.in. w Australii, Niemczech, Irlandii, Włoszech, Luksemburgu, Hiszpanii, a także w Polsce, gdzie uzyskała status dwukrotnie diamentowej płyty. Na liście UK Singles Chart spędziła 4 tygodnie na miejscu pierwszym, utrzymując rekord najczęściej streamowanego utworu w jednym tygodniu w Wielkiej Brytanii. Piosenka osiągnęła również swoją najwyższą pozycję na liście Billboard Hot 100 (miejsce trzecie), pierwsze na liście Adult Top 40, oraz Mainstream Top 40. Teledysk, przedstawiający Goulding tańczącą na sali balowej z tancerzem oraz urywki z filmu, został dwudziestym pierwszym klipem, który osiągnął miliard wyświetleń na YouTube, oraz otrzymał nominację podczas MTV Video Music Awards 2015 za Najlepszy teledysk żeński.

## Teledysk
Oficjalna premiera teledysku do singla miała miejsce 22 stycznia 2015 roku. Reżyserią wideo zajęła się Georgia Hudson. W teledysku wystąpiła Goulding, a sceny z jej udziałem przeplatają się z urywkami z filmu Pięćdziesiąt twarzy Greya.

## Notowania
| Lista (2015)                           | Najwyższa pozycja |
| -------------------------------------- | ----------------- |
| Australia (ARIA Charts)                | 1                 |
| Belgia (Ultratop 50 Flandria)          | 2                 |
| Belgia (Ultratop 50 Walonia)           | 3                 |
| Chorwacja (ARC 100)                    | 50                |
| Czechy (IFPI Ceská Republika)          | 1                 |
| Kanada (Canadian Hot 100)              | 1                 |
| Dania (Tracklisten)                    | 1                 |
| Szkocja (The Official Charts Company)  | 1                 |
| Francja (SNEP)                         | 5                 |
| Finlandia (Suomen virallinen lista)    | 1                 |
| Irlandia (IRMA)                        | 1                 |
| Norwegia (VG-lista)                    | 1                 |
| Nowa Zelandia (NZ Top 40 Singles)      | 1                 |
| Holandia (MegaCharts)                  | 2                 |
| Polska (Dance Top 50)                  | 19                |
| Polska (AirPlay – Top)                 | 1                 |
| Szwecja (Sverigetopplistan)            | 1                 |
| Wielka Brytania (UK Singles Chart)     | 1                 |
| Stany Zjednoczone (Billboard Hot 100)  | 3                 |
| Stany Zjednoczone (Adult Contemporary) | 4                 |
| Stany Zjednoczone (Top 40 Mainstream)  | 1                 |

## Historia wydania
| Kraj              | Data             | Format                 | Wytwórnia                 | Ref.   |
| ----------------- | ---------------- | ---------------------- | ------------------------- | ------ |
| Kanada            | 7 stycznia 2015  | Digital download       | Polydor                   | [ 24 ] |
| Stany Zjednoczone | 7 stycznia 2015  | Digital download       | Polydor                   | [ 25 ] |
| Wielka Brytania   | 12 stycznia 2015 | Contemporary hit radio | Polydor                   | [ 26 ] |
| Stany Zjednoczone | 13 stycznia 2015 | Contemporary hit radio | - Cherrytree - Interscope | [ 27 ] |
| Australia         | 23 stycznia 2015 | Digital download       | Polydor                   | [ 28 ] |
| Wielka Bryatnia   | 1 lutego 2015    | Digital download       | Polydor                   | [ 29 ] |
| Niemcy            | 6 lutego 2015    | Digital download       | Polydor                   | [ 30 ] |
| Francja           | 9 lutego 2015    | Digital download       | Polydor                   | [ 31 ] |
| Irlandia          | 13 lutego 2015   | Digital download       | Polydor                   | [ 32 ] |